# Deux profonds scélérats
Deux profonds scélérats est une « pochade » en 1 acte d'Eugène Labiche, représentée pour la 1re fois à Paris au Théâtre du Palais-Royal le 24 février 1854.
- Collaborateur Charles Varin.
- Editions Michel Lévy frères.

## Distribution
| Acteurs et actrices ayant créé les rôles |                   |
| Personnage                               | Acteur ou actrice |
| Pontcastor, parfumeur                    | Levassor          |
| Frétillard, professeur de langues        | Ravel             |
| Farouchon, guichetier                    | Octave            |